# 2019 VA
2019 VA (désignation temporaire C0Q00J1) est une planète mineure du Système solaire, plus précisément un petit astéroïde Apollon.

## Caractéristiques physiques
Avec une magnitude absolue H de 28,5, sa taille doit être comprise entre 5 et 12 mètres.

## Orbite
Le 27 avril 2019, 2019 VA était un astéroïde Apollon avec un demi-grand axe de 2,07 unités astronomiques, une excentricité de 0,54 et une inclinaison de 1,08 degré. Il avait donc un périhélie de 0,96 unité astronomique, tout juste intérieur à l'orbite de la Terre, et un aphélie de 3,19 unités astronomiques, dans la ceinture principale d'astéroïdes. Il était donc géocroiseur et aréocroiseur. Sa distance minimale d'intersection de l'orbite terrestre est de 85 600 kilomètres.
Le 2 novembre 2019 à 17 h 41 TU (+/- 12 minutes), l'astéroïde est passé à 107 700 ± 1 500 kilomètres du centre de la Terre.